# Koningin Wilhelmina Paviljoen

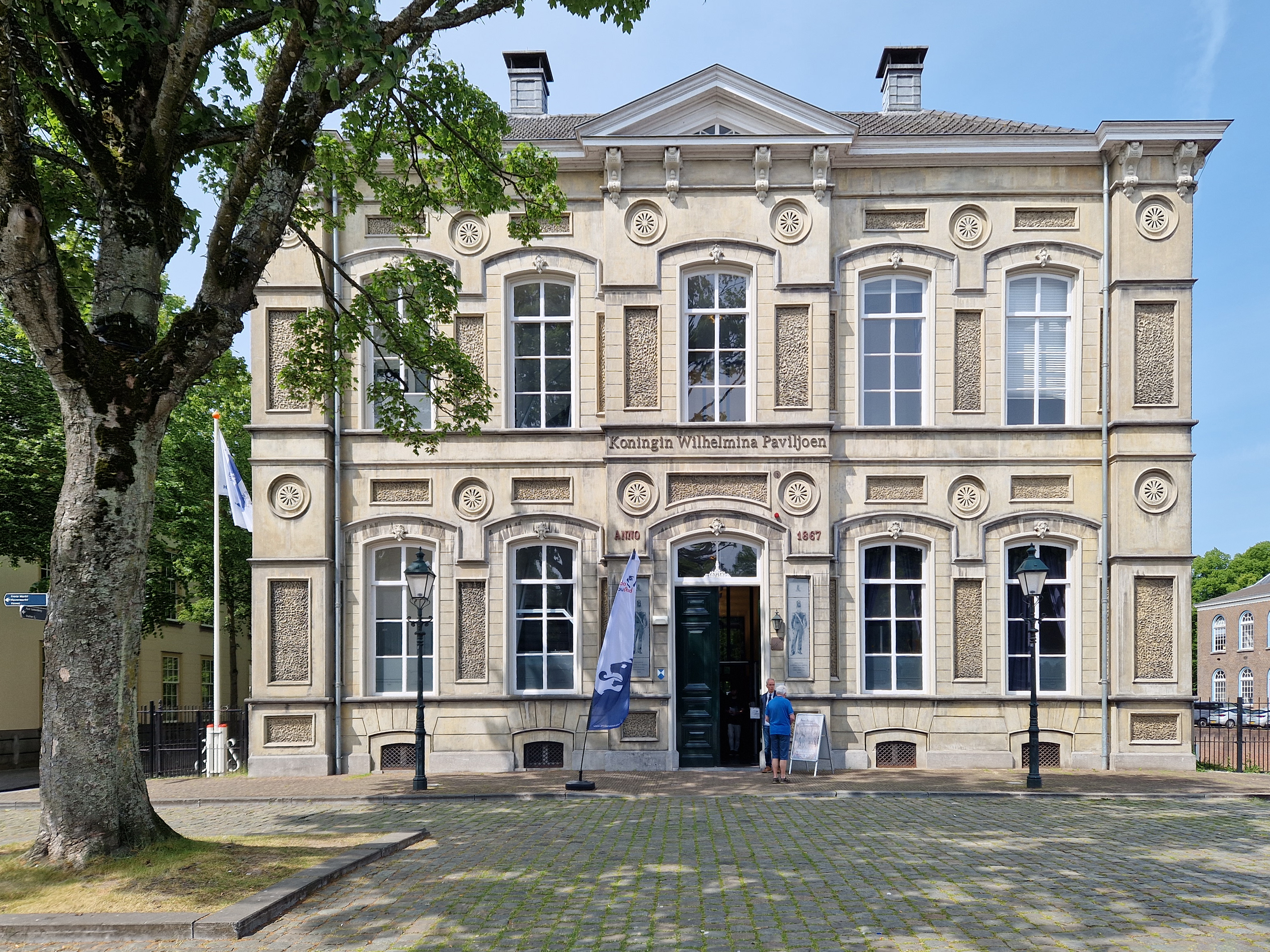
Koningin Wilhelma Paviljoen, de historische HBS

Koningin Wilhelmina Paviljoen is een bouwwerk in Breda Centrum in Breda. Het behoort tot de Koninklijke Militaire Academie (KMA) en bezit de status van rijksmonument. Het staat aan het Kasteelplein 15, vlak voor het Kasteel van Breda. Het ligt met de voorgevel aan de westkant van de oprijlaan van het kasteel, met de lange rechterzijgevel aan de kasteelgracht en de lange linkerzijgevel aan de Cingelstraat.

## Geschiedenis
Oorspronkelijk was het gebouw, dat in 1867 werd voltooid, de Gemeentelijke HBS van Breda. In 1901 werd het onderdeel van de Koninklijke Militaire Academie. Vanaf die tijd heeft het gebouw tal van bestemmingen gehad, waaronder de bibliotheek van de KMA en een uitgeverij van militaire voorschriften. In de naoorlogse periode vanaf 1949 diende het gebouw onder meer als lesinrichting en practicum voor de verbindingsdienst en na een renovatie in 1975 voor een korte periode opnieuw als algemeen lesgebouw. Weer later werd het een magazijn voor kleding en uitrusting van de cadetten en de kleermakerij. Wegens bouwkundige gebreken was opnieuw een grondige restauratie noodzakelijk. (KMA). Het pand werd grondig gerestaureerd en op 25 november 2008 werd met buskruit door toenmalig staatssecretaris Jack de Vries de nieuwe naam onthuld: Koningin Wilhelmina Paviljoen. In het gebouw bevinden zich de afdeling personeelswerving, een expositieruimte van de Stichting Historische Verzameling KMA en de sectie Communicatie van de Nederlandse Defensie Academie.

## Openstelling
De Historische Verzameling KMA is te zien op dinsdag, op Kastelendag, Museumweekend en Open Monumentendag.

## Noot
1. ↑  Bron: .